# Ludwig Fischer (Jurist)

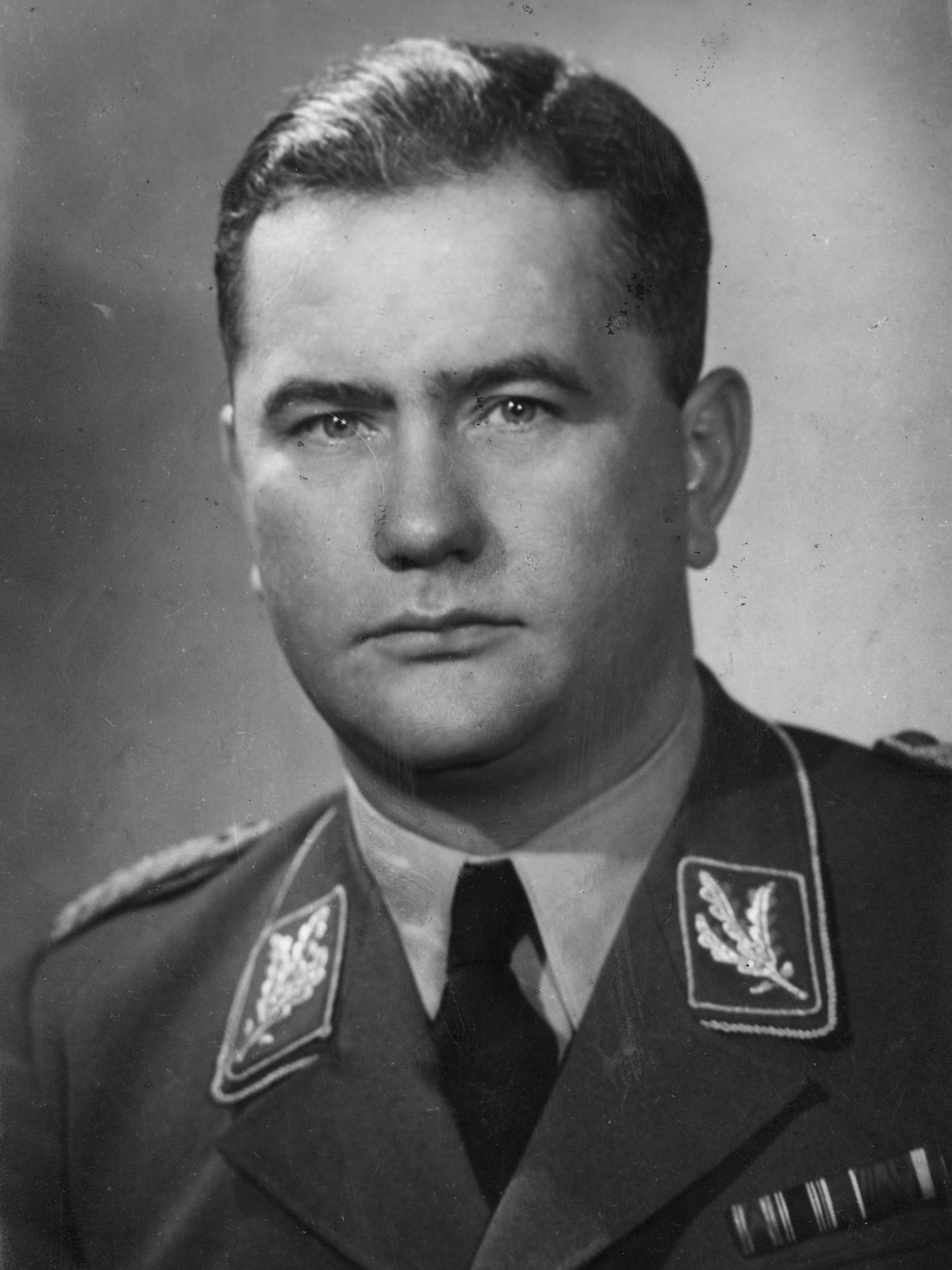
Ludwig Fischer

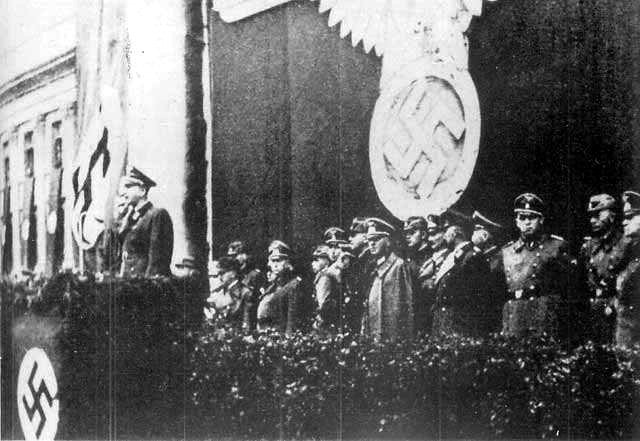
Der Gouverneur von Warschau Ludwig Fischer während der Umbenennung des „Piłsudski-Platzes“ in „Adolf-Hitler-Platz“ in Warschau am 1. September 1940, dem Jahrestag des Beginns des Zweiten Weltkrieges

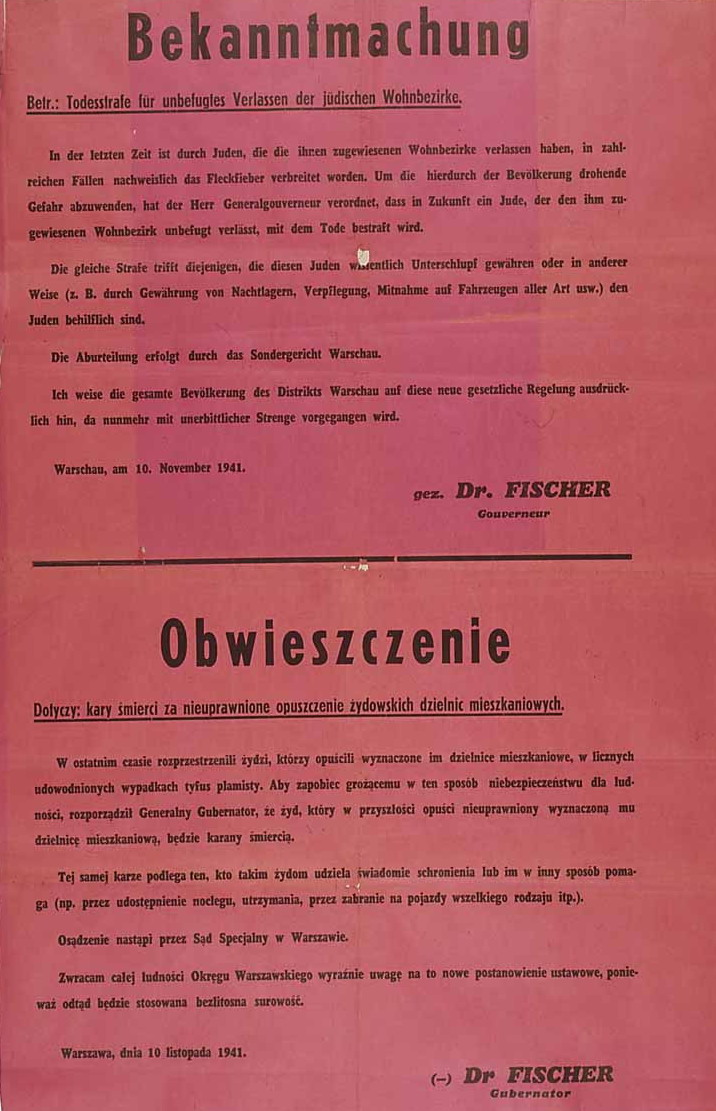
Bekanntmachung: Todesstrafe für unbefugtes Verlassen der jüdischen Wohnbezirke, Warschau, am 10. November 1941

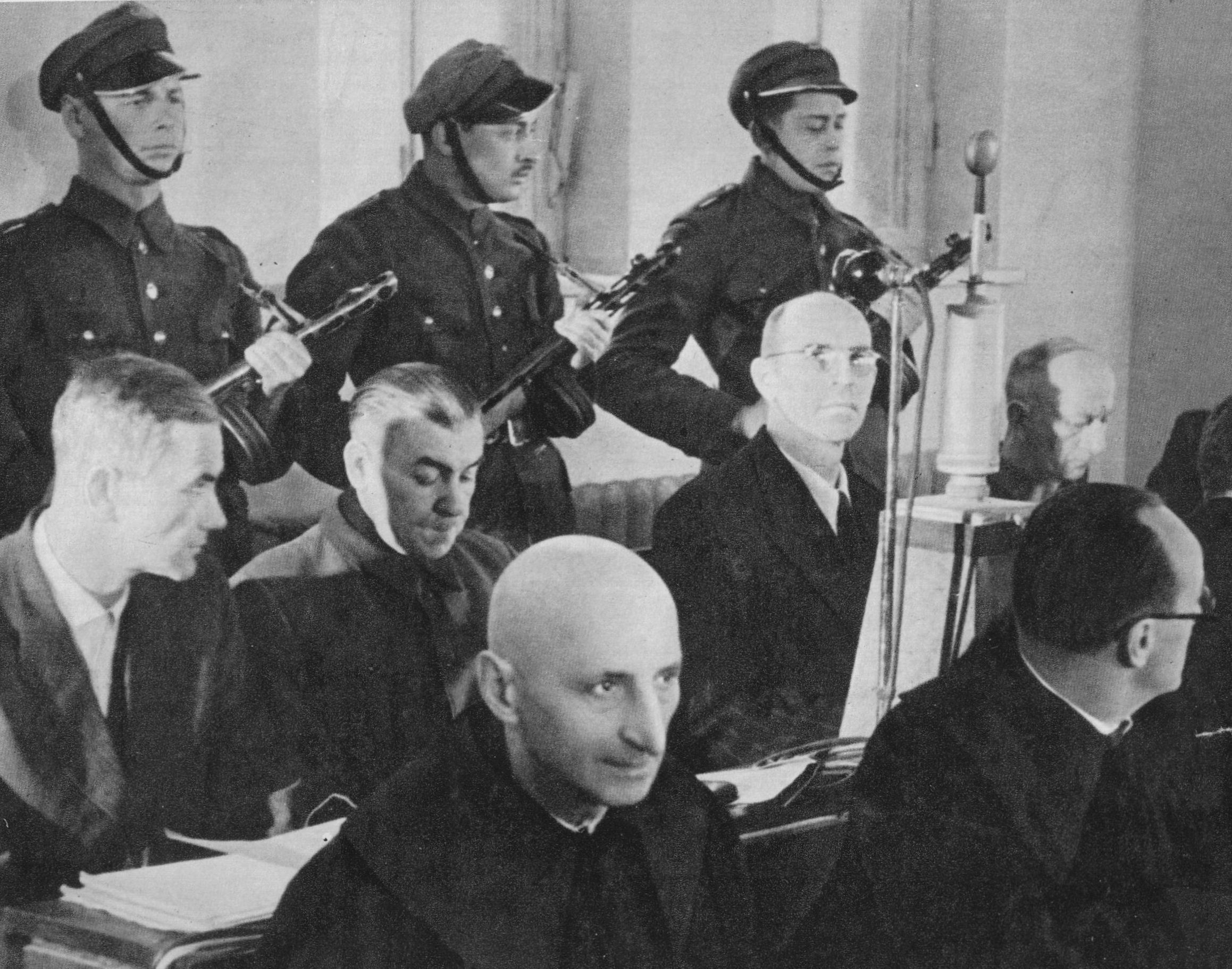
Ludwig Fischer, Ludwig Leist, Josef Meisinger und Max Daume auf der Anklagebank (Von links in der zweiten Reihe), Warschau 1947

Ludwig Fischer (* 16. April 1905 in Kaiserslautern; † 8. März 1947 in Warschau) war ein deutscher Politiker (NSDAP), Jurist und SA-Führer zur Zeit des Nationalsozialismus sowie von 1939 bis 1945 Gouverneur des Distrikts Warschau im Generalgouvernement Polen. Im März 1947 wurde Fischer als Kriegsverbrecher in Polen zum Tode verurteilt und hingerichtet.

## Leben

### Vor dem Zweiten Weltkrieg
Ludwig Fischer war Sohn streng katholischer Eltern. Er besuchte die Volksschule 3¼ Jahre und die Oberrealschule in Kaiserslautern neun Jahre. Anschließend studierte er fünf Jahre Jura und Staatswissenschaften in Heidelberg, München, Würzburg und Erlangen. Nach Abschluss des Staatsexamens wurde er 1929 an der Universität Erlangen zum Dr. jur. promoviert. Der Titel seiner 1930 in München erschienenen Dissertation lautete: Die unterlassene Verbrechens-Anzeige. Von 1928 bis 1932 sammelte er Gerichtspraxis in München und Kaiserslautern. Er sprach fließend Englisch und Französisch.
Schon früh zeigte sich Fischer von der nationalsozialistischen Bewegung angesprochen und trat zum 20. Mai 1926 in die NSDAP (Mitgliedsnummer 36.499) und im Februar 1929 in die SA in München, Ortsgruppe Braunes Haus, ein. Dort wohnte er in Obermenzing, Lindenallee 43, später Rathochstraße 87. Am 1. März 1931 kam er in das Reichsrechtsamt der NSDAP. Dort nahm er die Position als stellvertretender Leiter der Rechtsabteilung ein. Im gleichen Jahr wurde er zum SA-Standartenführer der Abteilung III beim Stabe der Obersten SA-Führung (OSAF) befördert.
Nach der Machtergreifung der Nationalsozialisten wurde er 1933 zum Regierungsrat ernannt. Er trat der in München neu gegründeten „Akademie für Deutsches Recht“ unter Reichsminister Hans Frank bei und hatte dort eine Position als Hauptdienstleiter inne. Fischer wurde im November 1937 Mitglied des Reichstags (Wahlkreis 23 Düsseldorf West).
Zum 1. Mai 1937 erfolgte die Beförderung zum SA-Oberführer. Fischer wurde 1938 Stabsleiter des Reichsrechtsamts der NSDAP und leistete bereits 1937 seinen Wehrdienst ab.

### Gouverneur von Warschau
Als am 26. Oktober 1939 durch Erlass das Generalgouvernement für die besetzten polnischen Gebiete gegründet wurde, wurde Fischer am 24. Oktober 1939 zum Verwaltungschef des Distrikts Warschau ernannt und unterstand damit direkt dem Generalgouverneur, seinem ehemaligen Vorgesetzten in der „Akademie für Deutsches Recht“, Hans Frank. Fischer setzte den Rechtsanwalt Heinz Auerswald zum Kommissar des Warschauer Ghettos ein. Im Dezember 1940 forderte er für Juden, die das Ghetto unbefugt verlassen hatten, die Todesstrafe.
Am 25. April 1941 wurde sein Titel in „Gouverneur“ umgewandelt. Auch in der SA stieg er weiter auf: Am 9. November 1939 erfolgte die Ernennung zum SA-Brigadeführer, am 26. Oktober 1940 (anlässlich des einjährigen Bestehens des Generalgouvernements) zum SA-Gruppenführer. Fischer wohnte in einer requirierten Villa im Warschauer Nobelvorort Konstancin. Vom 10. April 1943 bis Ende Mai 1943 war Fischer in Personalunion kommissarischer Gouverneur im Distrikt Lublin. Am 29. August 1943 befahl er seiner Wachmannschaft, mit gezielten Schüssen die Zuschauer eines Fußballspiels in Konstancin auseinanderzutreiben; dabei gab es mehrere Tote. Der Generalgouverneur hatte Sportveranstaltungen für Polen verboten.
Am 9. August 1944 wurde Fischer während des Warschauer Aufstandes verwundet und erhielt dafür am 22. August das Eiserne Kreuz II. Klasse und das K. V. K I mit Schwertern. Fischers Vizegouverneur, der vorherige Abteilungsleiter im Präsidialbüro des Gouverneurs des Distrikts Warschau, Herbert Hummel, kam bei dem Aufstand ums Leben.
Fischer floh am 17. Januar 1945 aus Warschau und setzte sich nach Bad Neustadt an der Saale ab, wo er am 10. Mai 1945 von Angehörigen der US-Armee verhaftet wurde. Am 30. März 1946 wurde er an die polnischen Behörden ausgeliefert und am 17. Dezember 1946 in Warschau mit drei weiteren Beschuldigten angeklagt. Am 3. März 1947 wurde Fischer vom Obersten Nationalen Tribunal (Najwyższy Trybunał Narodowy) in Warschau zum Tod durch Hängen und zur Aberkennung der bürgerlichen Ehrenrechte auf Lebenszeit verurteilt, das Urteil wurde am 8. März im Warschauer Gefängnis Mokotów vollstreckt.

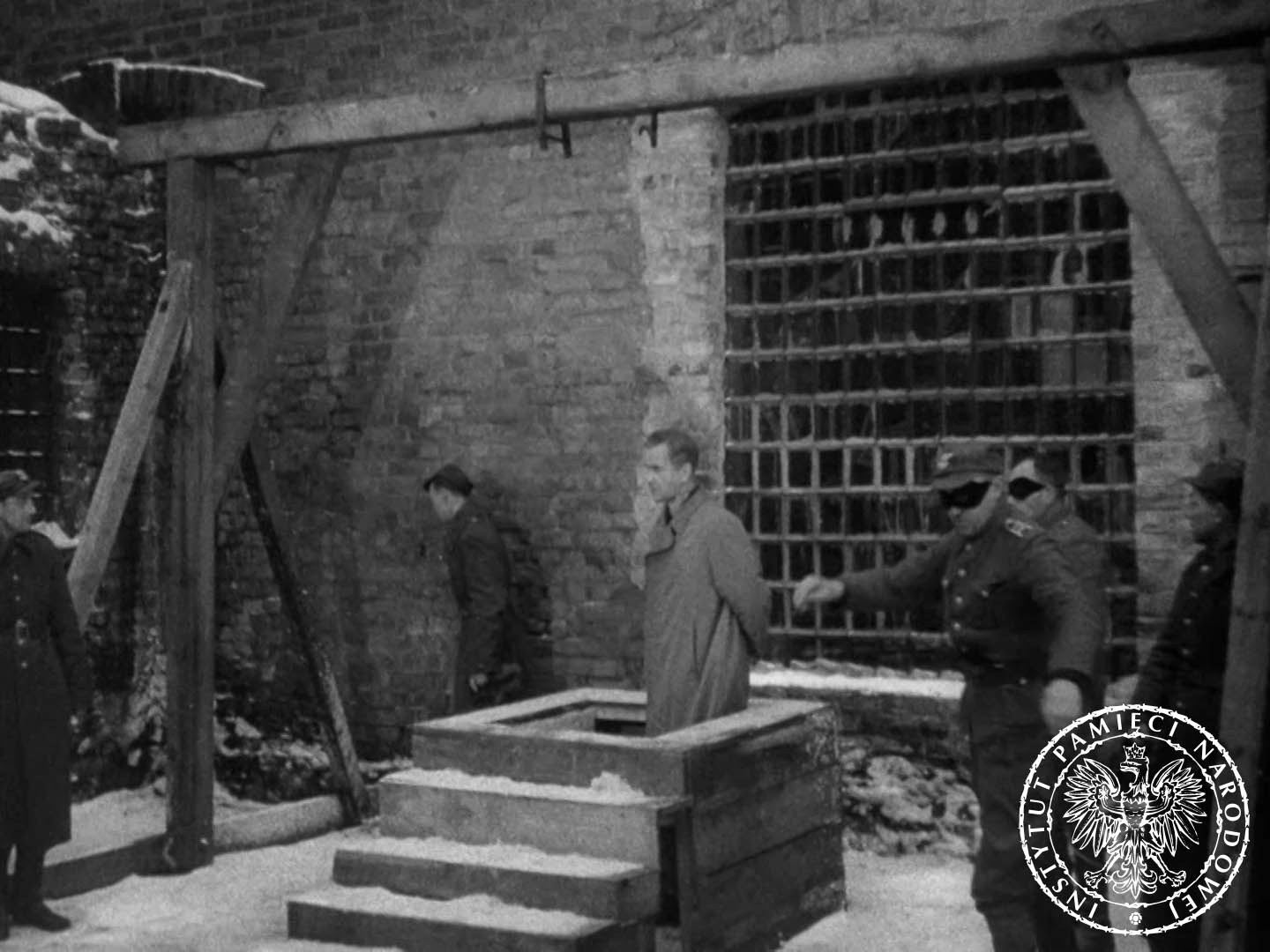
Hinrichtung Ludwig Fischers

### Privat
Fischer war mit Freda Coblitz verheiratet und hatte zwei Töchter. Freda war die Schwester des Juristen Wilhelm Coblitz, der das im April 1940 von Hans Frank an der Universität Krakau installierte und auch in Gebäuden der Jagiellonen-Universität residierende Institut für Deutsche Ostarbeit leitete. Fischer unterhielt zu Generalgouverneur Frank private Kontakte. Die Ehefrauen beider Männer fuhren oft gemeinsam in die Ghettos, um sich dort unter Ausnutzung des deutschen Terrors Schmuck, Pelze und andere Wertsachen zu verschaffen.